# Caradrina signata
Caradrina signata är en fjärilsart som beskrevs av Charles Boursin 1936. Caradrina signata ingår i släktet Caradrina och familjen nattflyn. Inga underarter finns listade i Catalogue of Life.